# Gustaf Lohreman den yngre
Gustaf Lohreman den yngre, född 1678 i Stockholm, död 1748 i Rom, var en svensk adelsman, son till Gustaf Lohreman.
Lohreman kom 1698 till Rom, där han blev romersk katolik och anställd i Congregatio de propaganda fide. Av påven Klemens XI antogs han till "cameriere d’onore" och blev slutligen dekan, men innehade fortfarande under fyra av Klemens efterträdare sin befattning som kammarherre. 